# Јаков Светослав
Јаков Светослав († 1276) је био бугарски деспот и цар савладар бугарског цара Константина Асена Тихог .
Јаков Светослав (Бугарски: Яков Светослав, Yakov Svetoslav) (око 1210/1220–1275 или 1276/1277) био је истакнути бугарски племић (бољар) из 13. века руског порекла. Добивши титулу деспота, Јаков Светослав је био владар широко аутономног домена Другог бугарског царства који се највероватније налазио око Софије. Тражећи даљу независност и тражећи титулу цара Бугарске, два пута је мењао верност са Бугарске на Угарску краљевину и обрнуто, а Мађари су му признавали бугарски краљевски ранг у замену за положај вазала и владара Видина (средњовековни Бдин).

## Бугарски деспот
Тачно порекло Јакова Светослава није јасно, иако се зна да је био далеки потомак источнословенског племића. Историчар Пламен Павлов заступа теорију да је Јаков Светослав потомак кнезова (кнеза) Кијевске Русије и процењује да је његов датум рођења у 1210-им или 1220-им. Крајем 1250-их Јаков Светослав је већ био утицајан племић. Оженио се кћерком цара Теодора II Ласкариса из брака са ћерком цара Јована Асена II, Еленом Асен. До 1261. године, постао је деспот, високи племић у бугарској хијерархији. Ту титулу му је доделио вероватно његов сопствени сизерен, владар Бугарске, а не византијски цар, вероватно цар Константин I Асен Тих. Деспот Јаков Светослав је био близак бугарском двору и заветовао се на лојалност цару Константину I Тиху. Цар Константин I га је поставио за владара једног домена који се обично сматрао јужно од Видинске области на западу Бугарског царства. Византијски извори указују да су његови поседи лежали „близу Хемуса“, дакле близу Софије, између угарских поседа на северу и Македоније на југу.
Године 1261. командовао је бугарским снагама у рату против Угарске код Северина (западна Влашка), а 1262. године, могуће је да се борио против Византије, пошто је византијска војска следеће године упала на његове земље током антибугарског похода. Деспот Јаков је затражио да се направи копија Номоканона који је потом послат Кирилу III, митрополиту кијевском. Допуњено је писмом Јаковљевим у коме племић назива митрополита „епископом целе руске земље... мојих предака“. Копија се завршава одломком у коме се деспот Јаков назива „бугарским деспотом“. Ковао је и своје новчиће са несавршеним ликовима Светог Димитрија Солунског или самог Јакова, обученог као ратник са шлемом и са мачем.

## Опадање земље
За време његове владавине настављају се бугарске међусобице. Бугарска је још више изгубила ону политичку улогу коју је дотада играла на Балканском полуострву. На њу су стално почели да нападају Угари, Грци и Татари. Насиља и самовлашће феудалних бојара довршавали су пропадање земље. Већи део земље припадао је бојарима, вишем свештенству и манастирима.
Земља је пропадала због бојарских међусобица и положај сељаштва се погоршао и постао бедан .

## Угарски вазал
Јаков Светослав је био угарски вазал и његове помоћне чете се помињу у угарској војсци у њиховим борбама са чешким краљем Отакаром II Пшемислом 1260. године .
Светислав је 1266. године  покушао да се ослободи угарског туторства, али га Угари потукоше и заробише. Угари су према деспоту Светославу, показали доста пажње; они су га задржали на престолу, тражећи само више гарантија за будућност .

### Угарски и бугарски владар Видина
Године 1263. ситуација у Бугарској је била далеко од стабилне, пошто је цар Константин I Асен Тих био суочен како са претњом амбиција његовог претходника бившег цара Мица Асена за престо, тако и са византијском инвазијом великих размера. Пошто цар Константин I Тих није био у могућности да помогне деспоту Јакову против Византијаца који су напредовали, деспот Јаков је тражио помоћ од свог северног суседа, угарског краља Стефана V. Мађари су протерали Византинце из Јаковљевог поседа и сами напали територије под контролом Византије. Спашен од византијске претње, деспот Јаков Светослав се потчинио угарској власти. Краљ Стефан V га је поставио за владара Видинске провинције на реци Дунав, којом је раније за Угарску управљао тада покојни бан Ростислав Михајлович, и дозволио му да задржи своје земље на југу. Да није било постављења деспота Јакова Светослава за угарског вазала и да му том приликом није предат Видина на управу, Бугарска би 1263. године поново успоставила контролу над градом.
Међутим, 1264. године, Мађарска је ушла у још један грађански рат између Стефана V и његовог оца краља Беле IV. У страху од бугарске одмазде и недостатка подршке Мађара у случају да краљ Бела IV изађе као победник, деспот Јаков Светослав је 1265. године, променио верност према Угарској и признао за сизерена цара Константина I Тиха. Њих двојица су 1265. године, прешли Дунав и извршили препад на угарске тврђаве северно од реке. Међутим, до пролећа 1266. године Стефан V се успоставио као једини владар Угарске и 23. јуна 1266. године, је након кратке опсаде поново освојио Видин од деспота Јакова. Два таласа угарских јуриша наставила су да пустоше Видинску провинцију и Мађари су ушли на поседе цара Константина I. Упркос бугарском отпору, Мађари су потчинили низ градова укључујући и Плевен. Упркос претходној промени страна деспота Јакова Светослава и признавању бугарске власти, Мађари су га поставили као марионетског владара Видинске области. Године 1266. чак је у мађарским изворима помињан као „цар Бугара“ (император Булгарорум), вероватно да би подстакао ривалство између цара Константина I Асена Тиха и деспота Јакова Светослава за бугарски престо или једноставно да би задовољио Јаковљеве амбиције.

## Сукоби с Византијом
Светослав је стално ратовао против Византије, али без сталног успеха .

### Први рат с Византијом
Искористивши превирања у Бугарској, византијски цар Михајло VIII Палеолог је 1262. године упао у Бугарску и освојио најважније луке градове Андијал и Месембрију на западној обали Црног мора и успели знатно проширити своју власт на копну на рачун Бугарске .
Убрзо после тога 1264. године Византија је Бугарима отела један део Македоније . Да им се освете Бугари су у савезу са Татарима још исте године извели један страховит напад на Византију. Византијска војска је претрпела тежак пораз, при чему и сам цар Михајло доспео у озбиљну животну, а трачка је област до те мере опустошена да се надалеко није могло видети ниједног вола за вучу и ниједног ратара .

### Бугарска у савезу Карла Анжујског
Савладар Јакова Светослава, Константин Тих је био ожењен Ирином Дуком Ласкарином, и тако био шурак Јована IV Ласкариса, кога је цар Михајло збацио с престола , па се 1271.  Бугарска придружила савезу краља Сицилије и Напуља Карла I Анжујског против Византије  .

### Други рат с Византијом
Царица Ирина Ласкарис је умрла око 1270. године, па се цар Константин оженио Михајловом нећаком Маријом, али пошто је Михајло задржао за себе лучке градове Анхијал и Месембрију, а пошто су били обећани бугарском цару као мираз, око 1272. године Бугари су упали у Византију, али пред навалом Татара, који су били у савезу с Михајлом, морали су се повући и одрећи тих градова .

### Упади Татара
Године 1272. цар Михајло је склопио пријатељски споразум с великим татарским војсковођом Ногајем, да би осујетио сваку бугарску акцију против Византије. Од тада па све до краја века Татари су вршили притисак на Бугарску .

### Црквени сукоби
Године 1272. цар Михајло покушао је одузме аутокефалност Бугарске цркве, с намером да је прикључи Охридској патријаршији  .
Да би дошло до уније између православне и католичке цркве сазват је велики црквени конгрес у Лиону  , 6. јула  1274. год    . У преговорима око уређења црквених питања Михајло је изнео предлог да се укине, као неканонски основана, трновска патријаршија и да се бугарска црква подвргне охридској. То изазва, сасвим природно, огорчење код Бугара  . На крају је унија постигнута и признато је не само папино првенство него је прихваћена и римска вероисповест  .

## Коначно покоравање Бугарској и смрт
Смрт краља Стефана V 1272. године, значила је да га је наследио његов син краљ Ладислав IV, са супругом удовицом и мајком дечака, Елизабетом, као његовом намесницом. Деспот Јаков Светослав је тада још увек држао Видин као угарски вазал. Вероватно су 1273. године, угарску власт у Браничеву, западно од Јаковљевог домена, прекинула два бугарска племића, Дарман и Куделин. Одсечен од својих мађарских сизерена и суочен са претњом бугарског напада са истока, деспот Јаков Светослав се поново потчинио бугарској власти. Стигао је у престоницу Тарново да преговара о свом потчињавању са Константиновом супругом царицом Маријом Палеолог Кантакузин, која је у то време била доминантна личност у царству због цареве парализе. Тамо је деспота Јакова формално усвојила много млађа царица Марија као свог другог сина, после малолетног наследника цара Михаила Асена II. Ово усвајање је учврстило Јаковљеве везе са двором и значило да је могао безбедно да задржи свој аутономни домен као бугарски вазал. Такође је гајио наде да ће се попети на престо тако што ће збацити Михаила када је цар Константин I Тих Асен умро. Сумњајући у ове Јаковљеве нелојалне намере, сматра се да га је отровала Константинова супруга царица Марија, и он је умро 1275. или 1276/1777. године, непосредно пре Ивајловог устанка.
Док је судбина самог града Видина нејасна, барем део Јаковљевих поседа је сигурно враћен под директну бугарску власт након његове смрти. Једна таква територија била је сврљишка област југозападно од Видина, која је 1278. године документовано припадала Бугарској.